# Carlos Merino Campos
Carlos Merino Campos (Ciudad Real, Castilla-La Mancha, España, 29 de agosto de 1991) es un árbitro de baloncesto español de la liga ACB. Pertenece al Comité de Árbitros de la Comunidad de Madrid.

## Trayectoria
Empezó a arbitrar cuando tenía 14 años, en febrero de 2006 en Alcalá de Henares.
El 3 de febrero de 2018 arbitró la final de la XXVI edición de la Copa Princesa de Asturias de baloncesto entre el Cafés Candelas Breogán y el ICL Manresa (90–86) que se disputó en Lugo.
El 1 de junio de 2018 arbitró el primer partido de la final de LEB Oro entre el ICL Manresa y el Club Melilla Baloncesto (83–76) que se disputó en Manresa.
Fue ascendido a la máxima categoría (Liga ACB) en la temporada 2018-19, junto a Alberto Baena Arroyo e Iyán González Gálvez.

## Temporadas
| Categoría         | País   | Año               |
| ----------------- | ------ | ----------------- |
| Categorías bases  | España | 2006 - 2008       |
| 1.ª Autonómica    | España | 2008 - 2013       |
| 1.ª Nacional      | España | 2013 - 2015       |
| Grupo 2 de la FEB | España | 2015 - 2017       |
| Grupo 1 de la FEB | España | 2017 - 2018       |
| Liga ACB          | España | 2018 - Actualidad |

## Formación académica
En 2013 realizó el Grado en Ciencias de la Actividad Física y del Deporte en el INEF, Universidad Politécnica de Madrid.
En 2014 realizó el máster Universitario en Formación del Profesorado de Educación Secundaria Obligatoria, Bachillerato, Formación Profesional y Enseñanza de Idiomas con Especialidad en Educación Física en la Universidad de Alcalá.
Actualmente realiza el doctorado en Educación en la Universidad de Alcalá.